# Сан-Пьетро-ин-Монторио (титулярная церковь)
Сан-Пьетро-ин-Монторио (лат. Titulus Sancti Petri in Monte Aureo) — титулярная церковь была создана Папой Сикстом V 13 апреля 1587 года апостольской конституцией Religiosa. Титул принадлежит церкви Сан-Пьетро-ин-Монторио, расположенной в районе Рима Трастевере, на склоне холма Яникул, на пьяцца Сан-Пьетро-ин-Монторио. 

## Список кардиналов-священников титулярной церкви Сан-Пьетро-ин-Монторио
- Констанцо да Сарнано, O.F.M.Conv. — (20 апреля 1587 — 20 декабря 1595, до смерти);
- Гвидо Пеполи — (8 января 1596 — июнь 1599, до смерти);
- Доменико Тоши — (17 марта 1599 — 25 июля 1604, назначен кардиналом-священником Сант-Онофрио);
- Ансельмо Марцато, O.F.M.Cap. — (24 июня 1604 — 17 августа 1607, до смерти);
- Маффео Барберини — (12 ноября 1607 — 5 мая 1610, назначен кардиналом-священником Сант-Онофрио, затем избран Папой Урбаном VIII);
- Доменико Тоши — (5 мая 1610  — 26 марта 1620, до смерти);
- Чезаре Герарди — (3 марта 1621 — 30 сентября 1623, до смерти);
- Джованни Дориа — (2 октября 1623 — 19 ноября 1642, до смерти);
- Хиль Карильо де Альборнос — (2 августа 1643 — 19 декабря 1649, до смерти);
- Камилло Асталли-Памфили — (17 октября 1650 — 21 декабря 1663, до смерти);
- Челио Пикколомини — (11 февраля 1664 — 24 мая 1681, до смерти);
- Марко Галли — (17 ноября 1681 — 24 июля 1683, до смерти);
- Леандро Коллоредо, Orat. — (30 сентября 1686 — 7 ноября 1689, назначен кардиналом-священником Санти-Нерео-эд-Акиллео);
- Иоганн фон Гоэс — (14 ноября 1689 — 19 октября 1696, до смерти);
- Доменико Мария Корси — (3 декабря 1696 — 6 ноября 1697, до смерти);
- Бальдассаре Ченчи старший — (2 декабря 1697 — 26 мая 1709, до смерти);
- Антонио Франческо Санвитале — (9 сентября 1709 — 17 декабря 1714, до смерти);
- Бернардино Скотти — (5 февраля 1716 — 16 ноября 1726, до смерти);
- Марко Антонио Анзидеи — (10 мая 1728 — 6 июля 1729, назначен кардиналом-священником Сант-Агостино);
- Франческо Боргезе — (3 августа 1729 — 31 марта 1732, назначен кардиналом-священником Сан-Сильвестро-ин-Капите);
- Винченцо Бики — (31 марта 1732 — 16 декабря 1737, назначен кардиналом-священником Сан-Лоренцо-ин-Панисперна);
  - вакантно (1737—1740);
- Йозеф Доминикус фон Ламберг — (16 сентября 1740 — 30 августа 1761, до смерти);
  - вакантно (1761—1782);
- Леопольд Эрнст фон Фирмиан — (19 апреля 1782 — 13 марта 1783, до смерти);
  - вакантно (1783—1819);
- Рудольф Иоганн Иосиф Райнер фон Габсбург-Лотарингский — (4 июня 1819 — 24 июля 1831, до смерти);
  - вакантно (1831—1839);
- Антонио Тости — (21 февраля 1839 — 20 марта 1866, до смерти);
- Пол Каллен — (25 июня 1866 — 24 октября 1878, до смерти);
- Франсиско де Паула Бенавидес-и-Наваррете — (28 февраля 1879 — 30 марта 1895, до смерти);
- Блаженный Кириак Мария Санча-и-Эрвас — (2 декабря 1895 — 25 февраля 1909, до смерти);
- Энрике Альмарас-и-Сантос — (2 декабря 1912 — 22 января 1922, до смерти);
- Энрике Рейг-и-Касанова — (25 мая 1923 — 20 августа 1927, до смерти);
- Феликс-Ремон-Мари Руло, O.P. — (22 декабря 1927 — 31 мая 1931, до смерти);
  - вакантно (1931—1935);
- Исидро Гома-и-Томас — (19 декабря 1935 — 22 августа 1940, до смерти);
- Энрике Пла-и-Дениэль — (18 февраля 1946 — 5 июля 1968, до смерти);
- Артуро Табера Араос, C.M.F. — (30 апреля 1969 — 13 июня 1975, до смерти);
- Алоизиу Лоршейдер, O.F.M. — (24 мая 1976 — 23 декабря 2007, до смерти);
- Джеймс Фрэнсис Стэффорд — (1 марта 2008 — по настоящее время).